# Quinto Ghermandi

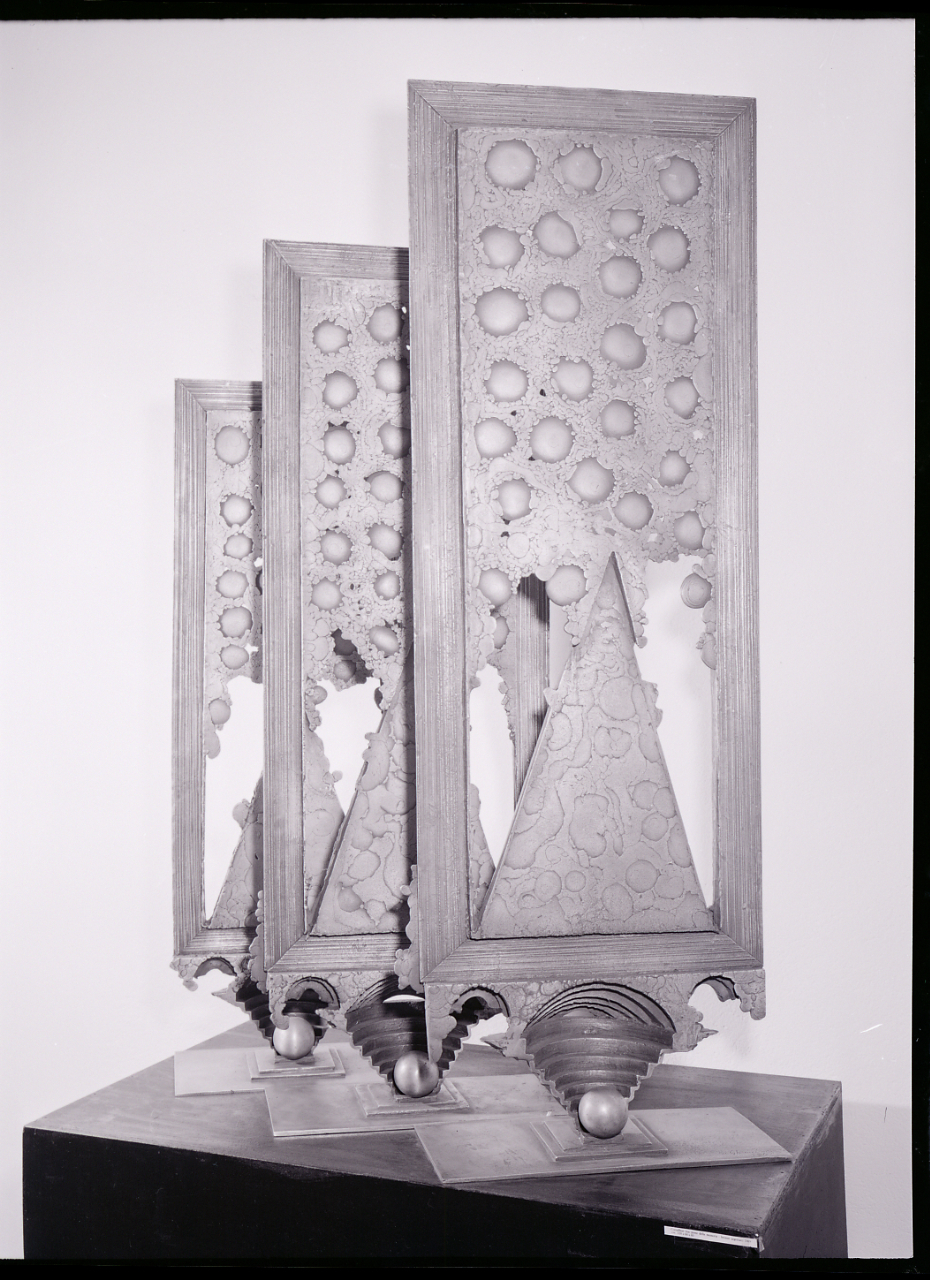
Scultura di Quinto Ghermandi esposta nella Galleria San Luca di Bologna, 1970. Foto di Paolo Monti.

Quinto Ghermandi (Crevalcore, 28 settembre 1916 – San Lazzaro di Savena, 18 gennaio 1994) è stato uno scultore italiano, esponente dell'arte informale.

## Biografia
Nato ai Ronchi di Crevalcore (Bologna) il 28 settembre 1916 in una famiglia di proprietari terrieri appartenente alla borghesia agraria emiliana, che aveva la propria dimora nel castello di quella frazione (oggi proprietà del Comune di Crevalcore), scopre giovanissimo la sua vocazione per la scultura. A cinque anni, il suo gioco preferito è realizzare oggetti con la creta, materiale che si procura in una fornace di laterizi situata all'interno della tenuta di famiglia. Ma la decisione di diventare artista matura in lui allorché, sempre bambino, assiste insieme al padre all'inaugurazione del monumento ai caduti della prima guerra mondiale e resta "folgorato" alla vista del complesso scultoreo.
Si forma prima al liceo artistico di Bologna con Cleto Tomba, poi studia alla scuola di Ercole Drei, all'Accademia di belle arti del capoluogo, dove consegue il diploma in scultura nel 1940.
Partecipa alla seconda guerra mondiale prima come bersagliere in Grecia, poi come paracadutista in Egitto, dove prende parte alla Battaglia di El Alamein. Viene catturato dalle truppe britanniche e resta prigioniero per quattro anni in un campo di concentramento nel deserto. Dopo l'8 settembre del 1943 si rifiuta di collaborare con gli angloamericani – che, per fedeltà al giuramento di soldato, considera ancora suoi nemici – e viene liberato soltanto nel 1946. In quegli anni avrà modo di conoscere, attraverso le riviste britanniche, l'opera di Pablo Picasso e di Henry Moore.
Tornato dalla prigionia, inizia l'attività artistica realizzando piccole sculture in terracotta, poi sperimenta la ceramica e il ferro saldato. Comincia anche ad esporre le sue opere. Nel 1952 partecipa alla XXVI Biennale di Venezia.
Il suo primo approccio con il bronzo (tecnica della fusione a cera persa), materiale che gli consentirà di esprimere appieno il suo talento, avviene nel 1958 grazie all'intuizione dell'imprenditore edile Giona Baldisserra, suo grande amico e mecenate, che gli commissiona una serie di sculture raffiguranti animali per il suo parco, da realizzarsi appunto in bronzo. In quello stesso anno si aggiudica il Premio Bologna.
L'anno seguente ottiene il premio per la scultura di Carrara e vince, insieme a Lynn Chadwick, il premio internazionale del Bronzetto a Padova.
È ormai presente in tutte le più importanti manifestazioni d'arte nazionali e internazionali.
Nel 1962 partecipa, insieme ai più importanti scultori internazionali dell'epoca, alla mostra Sculture nella città organizzata da Giovanni Carandente nell'ambito del V Festival dei Due Mondi a Spoleto. Presenta due sculture in bronzo: L'albero della paura del 1959 e L'eclisse del 1962.
Prende parte alla XXX Biennale di Venezia nel 1960 e poi alla XXXIII nel 1966. Nel 1965 partecipa alla IX Quadriennale di Roma con sale personali.
Per tutto il corso degli anni sessanta si susseguono le mostre personali e le partecipazioni a tutte le grandi mostre di scultura organizzate in Europa, Stati Uniti, Giappone, Brasile, Nuova Zelanda, Iran ed Egitto.
Nel 1964 presenta un gruppo di opere alla rassegna documenta III di Kassel.
Nel 1967 e 1969 vince il premio di scultura al Fiorino d'Oro di Firenze.
Sue opere sono presenti in raccolte pubbliche e private in Europa, soprattutto in Scandinavia, negli Stati Uniti e in America Latina; numerosi i monumenti pubblici e le fontane realizzati in tutto il mondo. Il Museo Novecento di Firenze espone l'opera Riccione del 1965.
È stato titolare della cattedra di scultura all'Accademia di belle arti di Firenze e poi di Bologna, dove, dal 1981 al 1984, ha ricoperto anche la carica di direttore.
Sposato con la pittrice Romana Spinelli (scomparsa il 5 agosto 2013), Quinto Ghermandi ha avuto tre figli: Cristina (deceduta nel 1993), Francesca (famosa fumettista e illustratrice) e Martino (editore).
È deceduto a Bologna il 18 gennaio 1994.
Tra le sue opere più famose, Largo gesto per un massimo spazio; la fontana dell'ospedale Sant'Orsola di Bologna; la serie di fontane celebrative dell'Acquedotto della Romagna, la cui esecuzione è stata proseguita dal figlio Martino dopo la sua morte, restando tuttavia incompiuta (l'ultima fontana, quella di Miramare di Rimini, è stata infatti realizzata dalla committenza senza l'autorizzazione del figlio e degli eredi Ghermandi, che pertanto la considerano un falso). Fanno parte di questa serie anche la fontana collocata all'interno del Parco Urbano Franco Agosto di Forlì (città che ha anche un'altra sua fontana in piazza XX Settembre, davanti al Tribunale, eseguita negli anni '50), la fontana di Via Calamelli a Faenza, quella sita a Lugo in Via Corelli e quella di Cesena, nei pressi dell'ippodromo. Da non dimenticare inoltre, l'ideazione e la realizzazione di una trentina di carri per il Carnevale di San Giovanni in Persiceto a cui si lega un'importante produzione ironico-caricaturale.
Con sentenza n. 2277/2016 dell 13/12/2016, al termine di una causa durata tredici anni, la Corte d’Appello di Bologna ha condannato la Romagna Acque SpA a risarcire Martino Ghermandi, figlio di Quinto Ghermandi, per violazione del diritto morale d’autore in relazione alla realizzazione della fontana celebrativa dell’Acquedotto di Romagna sita in località Miramare di Rimini.